# Берёза (Курская область)
Берёза — село в Дмитриевском районе Курской области. Входит в состав Старогородского сельсовета. Малая родина Героя Советского Союза Г. А. Серых.
Население — 192 человек (2010 год).

## География
Расположен на правом берегу Свапы, при впадении её притока Журавка. Примыкает северной окраиной к пос. Красная Гора, с южной — к пос. им. Чапаева.

## История
В старину в Берёзе действовала Никольская церковь, известная с 1628 года. В 1711 году было возведено новое церковное здание. В 1801 году вместо него выстроена каменная Троицкая церковь (не сохранилась).
Село описывается в ЭСБЕ следующим образом:
 село Курской губ. Дмитриевского у., при реке Свапе и при впадении ручья Березы. … Большое село, в совместном владении г. Волжина и г. Кусакова. Меловые ломки и доисторические курганы с остатками человека и мамонта (бедро и голень). Раскопки вел Л. К. Кусаков в м. Городище. Абс. высота 100 саж. 

## Население
| 2002 | 2010 |
| ---- | ---- |
| 209  | ↘192 |

## Известные жители, уроженцы
- Григорий Афанасьевич Серых (1906—1945) — старший лейтенант Рабоче-крестьянской Красной Армии, участник Великой Отечественной войны, Герой Советского Союза (1945).
- Иван Афанасьевич Цаценкин (1905—1973) — советский российский учёный, специалист в области геоботаники, доктор сельскохозяйственных наук, профессор.

## Инфраструктура
Берёзовская средняя общеобразовательная школа.

## Транспорт
Остановка общественного транспорта на автодороге 38 ОП РЗ 38К-003 «Дмитриев — Береза — Меньшиково — Хомутовка».